# Fabio Liberatori
Fabio Liberatori (Roma, 15 giugno 1960) è un musicista e compositore italiano.

## Biografia

### La formazione e gli esordi
Liberatori studia pianoforte, composizione e direzione d'orchestra al conservatorio "Alfredo Casella" dell'Aquila con i maestri Paolo Renosto, Nicola Samale e Fausto Razzi. È uno dei fondatori della band degli Stadio, con i quali prende parte ad alcuni importanti album di Lucio Dalla, di Ron e alla storica tournée di "Banana Republic", che vede protagonista il cantautore bolognese a fianco di De Gregori. Durante la sua militanza nel gruppo Liberatori firma successi come "Vorrei", "C'è", "Ti senti sola", "Un fiore per Hal", "Bella".

### Musica per il cinema e TV
Nel 1982 fa il suo esordio come compositore di colonne sonore, scrivendo con Dalla e gli Stadio le musiche per il film di Carlo Verdone, Borotalco. È un exploit coronato da riconoscimenti di pubblico e critica: Liberatori è infatti premiato nell'edizione 1982 del David di Donatello come miglior musicista; nello stesso anno gli viene tributato il Nastro d'Argento per la migliore colonna sonora. Da quel momento Liberatori inizia una solida collaborazione con Carlo Verdone, che porta il compositore ad accompagnare con le sue musiche la maggior parte dei film del regista romano, fino a "Posti in piedi in Paradiso" del 2012.
Nel 1983 arriva un altro riconoscimento: il Premio "Colonna Sonora" assegnato dalla critica cinematografica italiana alle musiche di Acqua e sapone, sempre di Verdone. Nel 2009 Liberatori esordisce anche come interprete canoro, eseguendo con la figlia Sara la versione italiana della canzone finale del film di Hayao Miyazaki, Ponyo sulla scogliera; i due interpreti si ripetono nel 2010 con il breve canto posto all'inizio del doppiaggio italiano di Pom Poko di Isao Takahata.
Nel 2021 scrive la colonna sonora della serie Vita da Carlo, regia di Carlo Verdone e Arnaldo Catinari, 10 puntate prodotte da AmazonPrime e Filmauro.

### Le esperienze soliste
Nel 1985, alla vigilia della realizzazione dell'album Canzoni alla radio, Liberatori abbandona la formazione principale degli Stadio; non cessa comunque la sua collaborazione con Curreri, lo storico leader del gruppo, col quale compone le musiche per la serie di telefilm "I ragazzi del muretto", trasmessa da Rai 2 tra il 1991 e il 1996 e Quello che le ragazze non dicono di Carlo Vanzina. Liberatori affianca ancora i suoi vecchi compagni in sala di registrazione, collaborando alla produzione di due album degli anni novanta: "Di volpi, di vizi e di virtù" (1995) e "Dammi 5 minuti" (1997), intervenendovi anche come session man di lusso.
Parallelamente collabora come arrangiatore, produttore e tastierista con Paola Turci, Ivan Graziani, Mario Castelnuovo e Paola Massari, ex moglie di Claudio Baglioni. Parallelamente alla carriera nel cinema e nella musica leggera, Liberatori segue un proprio percorso personale di musica colta e di sperimentazione che lo porta a realizzare due importanti album di musica sperimentale: Empire tracks del 1997 e The Asimov Assembly del 2002. Empire Tracks, realizzato col pianista Arturo Stalteri e Gianrico La Rosa, affonda le radici nelle suggestioni storiche e architettoniche incarnate dalla città di Roma a cui Liberatori è legato da sempre.
The Asimov Assembly è invece un concept-album ispirato ad alcuni racconti di Isaac Asimov tratti dalla raccolta Nightfall and other stories (nell'edizione italiana Antologia personale). L'album vede la conferma della consolidata collaborazione con Stalteri e la partecipazione della vocalist Sonja Kristina dei Curved Air e dell'amico Carlo Verdone. Liberatori, vero e proprio cultore della storia della musica elettronica, ha realizzato questo album facendo uso di strumenti che hanno fatto la storia di questo genere, andando dai rarissimi sintetizzatori analogici degli anni settanta e ottanta, fino ai più moderni strumenti di ultima generazione.
Nel 1991 Liberatori è invitato alla rassegna internazionale di musica "New Age-Ambient" al Palazzo delle Esposizioni di Roma, a cui intervengono maestri riconosciuti della "nuova musica" quali Wim Mertens, Harold Budd, Roger Eno e Hans-Joachim Roedelius. In quella circostanza Liberatori tiene un concerto in cui presenta alcune proprie composizioni elettroniche, tra cui la colonna sonora del film Antelope Cobbler di Antonio Falduto, premio speciale della giuria al Festival del cinema di Annecy nel 1992.
Nel 2017 il chitarrista Pericle Sponzilli lo invita a far parte della nuova formazione dello storico gruppo prog "Reale Accademia di Musica", e insieme i due musicisti producono l'album "Angeli mutanti" (2018) in cui Liberatori, oltre che pianista e tastierista, è anche autore del brano "Tempo".

## Vita privata
È sposato con la danzatrice Silvia Mandolesi e hanno una figlia, Sara, nata nel 2000.

## Filmografia
- Borotalco, regia di Carlo Verdone (1982)[6]
- Acqua e sapone, regia di Carlo Verdone (1983)[6]
- Lontano da dove, regia di Stefania Casini e Francesca Marciano (1984)
- Vediamoci chiaro, regia di Luciano Salce (1984)
- I due carabinieri, regia di Carlo Verdone (1984)[6]
- Io e mia sorella, regia di Carlo Verdone (1987)[6]
- Compagni di scuola, regia di Carlo Verdone (1988)[6]
- Il volpone, regia di Maurizio Ponzi (1988)
- Il bambino e il poliziotto, regia di Carlo Verdone (1989)[6]
- Il giornalino di Gian Burrasca, regia di Stelio Passacantando (1991)
- Vietato ai minori, regia di Maurizio Ponzi (1992)
- Maledetto il giorno che t'ho incontrato, regia di Carlo Verdone (1992)[6]
- Antelope Cobbler, Regia di Antonio Falduto (1994)
- Perdiamoci di vista, regia di Carlo Verdone (1994)[6]
- Viaggi di nozze, regia di Carlo Verdone (1995)[6]
- Gallo cedrone, regia di Carlo Verdone (1998)
- Quello che le ragazze non dicono, regia di Carlo Vanzina (2000)
- C'era un cinese in coma, regia di Carlo Verdone (2000)
- L'amore è eterno finché dura, regia di Carlo Verdone (2004)
- Un attimo sospesi, regia di Peter Marcias (2008)
- Grande, grosso e... Verdone, regia di Carlo Verdone (2008)
- Io, loro e Lara, regia di Carlo Verdone (2010)
- Posti in piedi in paradiso, regia di Carlo Verdone (2012)
- Vita da Carlo, serie TV (10 puntate), regia di Carlo Verdone e Arnaldo Catinari (2021)
- Vita da Carlo 2, serie TV (10 puntate), regia di Arnaldo Catinari, Valerio Vestoso e Carlo Verdone (2023), 4 temi musicali della colonna sonora.
- Tutto in una notte, regia di Emiliano Canova (2024), main theme della colonna sonora del film.
- Taverna de Gaga, regia di Hamano Yasuhiro (2024)

## Discografia

### Da solista
- 1997 - Empire Tracks
- 2002 - The Asimov Assembly

### Con Luca Carboni
- 1984 - ...intanto Dustin Hoffman non sbaglia un film

### Con Mario Castelnuovo
- 1987 - Venere

### Con Lucio Dalla
- 1977 - Come è profondo il mare
- 1979 - Banana Republic
- 1983 - 1983

### Con gli Ellesmere
- 2016 - Decameron III

- 2020 - Wyrd

- 2022 - Livesmere

### Con Olivier Fernandez
- 2021 - L'Aliante

### Con Ivan Graziani
- 1980 - Q Concert  (con Ron e Goran Kuzminac)
- 1986 - Piknic

### Con VIncenzo Incenzo
- 2024- Lontano e qui,  (tastiere)

### Con Paola Massari
- 1993 - ll vento Matteo

### Con Il Poliedro di Leonardo
- 1989 / 2014 - Effetto notte

### Con la Reale Accademia di Musica
- 2018 - Angeli mutanti
- 2022 - Lame di luce

### Con Ron
- 1981 - Al centro della musica
- 1982 - Guarda chi si vede
- 1983 - Tutti cuori viaggianti
- 1983 - Calypso

### Con Tito Schipa Jr.
- 1974 - Io ed io solo

### Con gli Stadio
- 1982 - Stadio
- 1984 - La faccia delle donne
- 1984 - Chiedi chi erano i Beatles
- 1995 - Di volpi, di vizi e di virtù
- 1997 - Dammi 5 minuti
- 2012 - 30 I nostri anni

### Con Renzo Zenobi
- 1979 - Silvia, ecc.

### Con Loy & Altomare
- 1974 - Chiaro

## Riconoscimenti
- David di Donatello
  - 1982 – Miglior musicista, insieme a Lucio Dalla, per Borotalco

- Nastro d'argento
  - 1982 – Migliore musica per Borotalco

### Altri premi
- 1983 – Premio "Colonna Sonora" della critica cinematografica italiana per Acqua e sapone
- 2012 - Premio "Sonora" migliore colonna sonora (in collaborazione con Gaetano Curreri) per Posti in piedi in paradiso